# Tadeusz Marian Sawicz

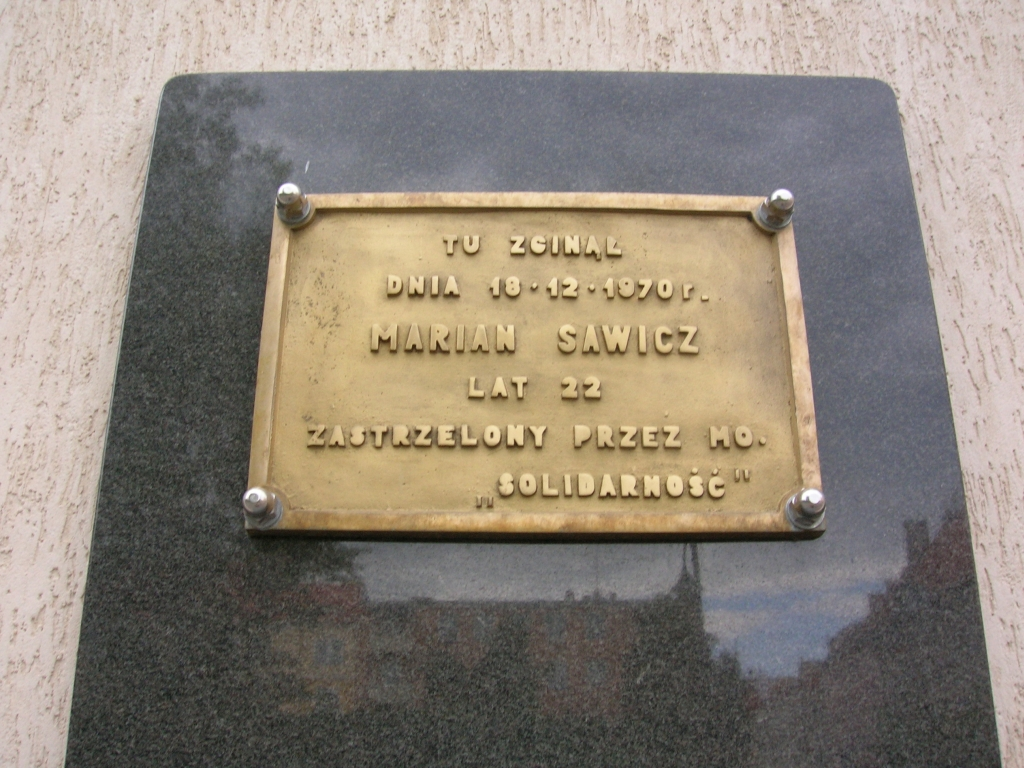
Tablica Pamięci Tadeusza Mariana Sawicza, umieszczona w miejscu jego śmierci

Tadeusz Marian Sawicz (ur. 1 września 1948, zm. 18 grudnia 1970 w Elblągu) – pracownik Miejskiego Przedsiębiorstwa Komunikacyjnego w Elblągu, zastrzelony w czasie wydarzeń grudniowych 1970. 

## Życiorys
18 grudnia 1970 r., wychodząc z baru mlecznego przy ul. 1 Maja w Elblągu, został postrzelony w głowę przez funkcjonariusza MO, jadącego milicyjną Nysą; zginął na miejscu. Sawicz nie brał udziału w manifestacjach.
Narzeczona Tadeusza Sawicza była w ciąży, a tydzień później, w pierwszy dzień Świąt Bożego Narodzenia, miał się odbyć ślub zamordowanego. Pochowano go na elbląskim cmentarzu przy ulicy Agrykola.
Po upadku komunizmu w Polsce skwer, niedaleko którego zginął, został nazwany jego imieniem. Postanowieniem Prezydenta RP Lecha Kaczyńskiego z dnia 17 grudnia 2008 (w 38. rocznicę Grudnia '70), za zasługi w działalności na rzecz przemian demokratycznych w Polsce, został pośmiertnie odznaczony Złotym Krzyżem Zasługi.